# پابلو فرناندز (بازیکن فوتبال)
پابلو فرناندز (انگلیسی: Pablo Fernández؛ زادهٔ ۱۷ سپتامبر ۱۹۹۶) بازیکن فوتبال اهل اسپانیا است.
از باشگاه‌هایی که در آن بازی کرده‌است می‌توان به باشگاه فوتبال اسپورتینگ خیخون اشاره کرد.